# Djupasjön, Hälsingland
Djupasjön är en sjö i Bollnäs kommun i Hälsingland och ingår i Ljusnans huvudavrinningsområde. Sjön är 9,8 meter djup, har en yta på 0,349 kvadratkilometer och är belägen 52,3 meter över havet.

## Delavrinningsområde
Djupasjön ingår i det delavrinningsområde (679683-154172) som SMHI kallar för Utloppet av Djupasjön. Medelhöjden är 97 meter över havet och ytan är 2,76 kvadratkilometer. Det finns inga avrinningsområden uppströms utan avrinningsområdet är högsta punkten. Vattendraget som avvattnar avrinningsområdet har biflödesordning 2, vilket innebär att vattnet flödar genom totalt 2 vattendrag innan det når havet efter 36 kilometer. Avrinningsområdet består mestadels av skog (52 procent), öppen mark (10 procent) och jordbruk (22 procent). Avrinningsområdet har 0,35 kvadratkilometer vattenytor vilket ger det en sjöprocent på 12,8 procent.